# Valiant Universe
 (juillet 2017).
Valiant Universe est un jeu de rôle américain de super-héros créé par Randall N. Bills et Philip A. Lee, et édité en 2014 par Catalyst Game Labs.

## Concept et système
Les joueurs interprètent des personnages super-héroïques dans l'univers de Valiant Comics, qu'ils s'agisse de protagonistes officiels de cet univers, ou de personnages créés par les joueurs.
Le système de résolution se base sur des jets de dés de taille différentes, dont la hauteur (d4, d6, d8, d10 ou d12) est définie par le score de caractéristique du personnage (Might, Intellect, Charisma, Action).
Les pouvoirs permettent de substituer ou rajouter des dés à ce lancer ; le résultat est typiquement comparé à un jet de l'adversaire.
Le rôle de maître du jeu, ou narrateur principal (lead narrator), tourne entre les participants à la partie, à chaque scène.
Les scénarios publiés pour le jeu sont ainsi divisés en plusieurs scènes succinctement décrites à base de brefs synopsis, de mots-clefs (tags) et de phrases-clefs (cues), une forme destinée à optimiser l'improvisation.
C'est cet usage de simples indications scéniques (cues), pour faciliter l'improvisation, qui donne son nom au Cue System du jeu, également utilisé pour Cosmic Patrol et Shadowrun Anarchy (une variante de Shadowrun).

## Publications
Publications commerciales :
- Valiant Universe (2014) : livre de base
- Transcendent's Edge (2016) : informations sur la ville de San Francisco + scénario

Publications gratuites disponible au format électronique (pdf) :
- Quick Start Rules - featuring Unity (2014) : règles simplifiées + scénario reprenant la trame de l'album "Unity"
- Comic Book Play Guide (2015) : une explication du jeu en bandes dessinées
- Campagne gratuite Harbinger Wars (2014) inspirée de la bande-dessinée éponyme[1] ; chaque épisode est vécu par des protagonistes différents :
  - Bloodshot : les événements tels que vécus par Bloodshot et les enfants qu'il libère d'un laboratoire du maléfique Projet Rising Spirit
  - Generation Zero : les événements tels que vécus par les autres enfants évadés du laboratoire
  - The Renegades (ou Quick Start Rules - Experience the Harbinger Wars) : document incluant également les règles simplifiées + les événements tels que vécus par cette équipe de renégats de la Harbinger Foundation
  - The Harbinger Foundation : les événements tels que vécus par le trouble Toyo Harada et son équipe
  - H.A.R.D. Corps : les événements tels que vécus par les troupes d'élite du Projet Rising Spirit

Publications gratuites disponibles uniquement sur papier :
- Quick Start Rules - Rumble in the Bay (2015) : règles simplifiées + scénario
- Quick Start Rules - The Fog of War (2016) : règles simplifiées + scénario